# Phycobilisome

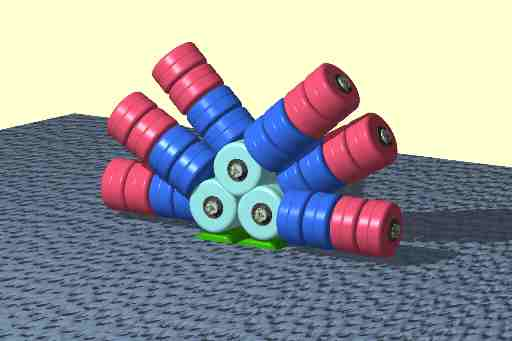
Structure schématique d'un phycobilisome.

Le phycobilisome est un complexe collecteur d'énergie lumineuse de l'appareil photosynthétique présent chez les Cyanobacteria et des Rhodophyta ainsi que les Glaucocystophyta. Il est extrinsèque à la membrane thylakoïdale et constitué de phycobiliprotéines.

## Composition et structure des phycobilisomes
Certains groupes d'organismes photosynthétiques marins tels que les algues rouges (Rhodophyta) et la plupart des cyanobactéries (Cyanophyta) ne possèdent pas d'antennes photosynthétiques intrinsèques aux membranes photosynthétiques contrairement par exemple aux plantes terrestres. Cette fonction est assurée par des macrostructures de taille considérable (7000 à 15000 kDa) qui sont visualisables en microscopie électronique en transmission en coloration négative : les phycobilisomes. Ces macrocomplexes protéiques sont composés d'un cœur sur lequel sont fixés des projections radiaires (ou bras). Les structures connues de phycobilisome présentent des variations avec des formes hémiellipsoides, hémidiscoides ou en paquet. Le cœur peut être tri- ou penta-cylindrique. 
Les phycobilisomes sont composés de complexes pigment-protéine appelées phycobiliprotéines dont l'existence est maintenant connue depuis très longtemps. Elles arborent des couleurs très vives et sont très fluorescentes. Dans les années 1900, la cristallisation de certaines de ces phycobiliprotéines permit de mettre en évidence une certaine ressemblance avec les globines du fait qu'elles sont composées d'une partie protéique et d'une partie pigmentaire solidement fixée. L'étude des phycobilisomes débuta réellement dans les années 1960 lorsque Gantt et Conti isolèrent des « granules » associées aux membranes photosynthétiques d'algues rouges, granules composés de phycobiliprotéines. Quatre types d'apoprotéines correspondant aux phycobiliprotéines nommées phycocyanine, allophycocyanine, phycoérythrine et phycoérythrocyanine sont connues à ce jour. Les apophycobiliprotéines sont composées de deux peptides principaux de 15-20 kDa appelés chaînes alpha et béta. Le plus petit état d'agrégation de ces peptides est un hétérodimère alpha-bêta pouvant s'agréger jusqu'à former un hexamère d'hétérodimères alpha-bêta. Les hexamères de phycoérythrine et de phycocyanine ont ainsi une structure discoïdale de 120 angströms de diamètre sur 60 angströms de hauteur, au centre de laquelle se trouve un espace libre. Les hexamères de phycoérythrine et de phycocyanine sont capables de s'empiler les uns sur les autres pour former des cylindres creux qui constituent la structure des bras des phycobilisomes.
Quatre chromophores isomères, les phycobilines, ont été décrits chez les cyanobactéries et les algues rouges : la phycocyanobiline de couleur bleue, la phycoérythrobiline de couleur rouge, la phycourobiline de couleur orange et la phycobilivioline. Les phycobilines sont des groupements tetrapyrroles linéaires liés à l'apoprotéine par une liaison covalente de type thioéther, généralement par le cycle A. Les phycobilines ne diffèrent entre elles que par la disposition des doubles liaisons mais ces dernières leur confèrent des configurations moléculaires différentes ayant pour conséquence des propriétés spectroscopiques nettement distinctes. Ainsi la phycourobiline absorbe dans le bleu-vert, la phycoérythrobiline dans le vert, la phycobilivioline dans l'orange et la phycocyanobiline dans le rouge. Toutes les phycobilines présentent aussi une absorbance significative dans les UV.
Les classes de phycobiliprotéines se distinguent par l'un de leurs chromophores appelé « accepteur terminal d'énergie ». Chez la phycocyanine, la phycoérythrocyanine et l'allophycocyanine, ce chromophore est toujours une phycocyanobiline. Chez les phycoérythrines, c'est toujours une phycoérythrobiline. À des fins de classification, des lettres ont été attribuées aux phycocyanines et phycoérythrine an fonction des organismes à partir desquels elles ont été initialement isolées : les R-phycobiliprotéines étaient issues des Rhodophyta, les C-phycobiliprotéines des cyanobactéries. Les B-phycoérythrines proviennent d'une classe ancienne d'algues rouges, les Bangiophyceae. Toutefois, les fondements de cette nomenclature devenue obsolète ont aujourd'hui été abandonnés mais ces préfixes sont encore souvent mentionnés. Ils correspondent maintenant plutôt à des types spectraux. Par exemple, la phycocyanine est dite C-phycocyanine lorsqu'elle ne lie que de la phycocyanobiline, R-phycocyanine lorsqu'elle lie de la phycocyanobiline et de la phycoérythrobiline.
En 1977, Tandeau de Marsac et Cohen-Bazire montrèrent qu'en réalité, les phycobilisomes sont composés de 85 % de phycobiliprotéines et de 15 % de protéines non pigmentées. Ces protéines de taille moléculaire très variables se sont avérés être des polypeptides de liaison insérés au centre des hexamères de phycobiliprotéines et stabilisant la structure des phycobilisomes. Le plus grand de ces polypeptides est le polypeptide de liaison cœur-membrane (95-120 kDa) appelé LCM, impliqué dans la fixation du phycobilisome à la membrane photosynthétique. Ce polypeptide de liaison (ou linker) est situé dans le cœur du phycobilisome et présente une structure singulière, liant notamment une molécule de phycocyanobiline. La plupart des autres polypeptides de liaison (ou linkers) ont une taille oscillant entre 30 et 60 kDa, à l'exception des polypeptides de liaison (ou linkers) de très petite taille dit LC. Les Rhodophyta et les cyanobactéries marines ont la particularité de posséder des polypeptides de liaisons pigmentés associés à la phycoérythrine. La phycobiline liée est alors toujours une phycourobiline. Le rôle exact de ce chromophore n'a jamais été démontré.

## Fonctionnement des phycobilisomes
Les bras des phycobilisomes peuvent être composés de différentes phycobiliprotéines et être plus ou moins longs selon les organismes considérés. De plus, les diverses phycobiliprotéines lient des quantités différentes de phycobilines. Par exemple, les phycocyanines contiennent trois phycobilines alors que les phycoérythrines peuvent en lier jusqu’à six. Toutefois, les règles de fonctionnement global des phycobilisomes sont conservées. 
Les niveaux d’énergie des phycobilines dans une phycobiliprotéine ne sont pas équivalents. Toutes les phycobilines absorbent de l’énergie d’excitation mais la fluorescence de la protéine est due aux chromophores qui absorbent le plus loin dans le spectre lumineux. Les phycobilines qui absorbent l’énergie d’excitation pour la transférer sont des chromophores dits « donneurs » alors que les bilines qui reçoivent l’énergie et fluorescent sont appelées « accepteurs ». C’est la C-phycocyanine, abondante chez beaucoup de cyanobactéries d’eau douce, leur donnant leur couleur bleu-vert caractéristique, qui a été la mieux caractérisée. Dans cette phycocyanine, les phycobilines positionnées en alpha-84 et alpha-155 sont des donneurs et celle en beta-84, une phycocyanobiline conservée chez tous les types de PC est un accepteur. Chez les phycoérythrines, le chromophore accepteur terminal est la phycoérythrobiline placée en beta-82, conservée dans tous les types de phycoérythrines. Le chromophore accepteur est en relation avec l’orifice central des trimères de phycobiliprotéine alors que les donneurs sont situés à la périphérie des disques. 
Les nombreux travaux d’A.N. Glazer et collaborateurs suggèrent que les chromophores donneurs des deux sous-unités transfèrent l’énergie au chromophore accepteur terminal. Les chromophores accepteurs sont arrangés verticalement dans le cylindre central des bras et assurent un transfert d’énergie très rapide d’hexamères en hexamères vers le cœur du phycobilisome et, in fine, à la chlorophylle du centre réactionnel du photosystème. L’ordre d’agencement des phycobiliprotéine (de l’extrémité des bras vers le cœur) : phycoérythrine (absorption maximale à 495/545-560 nm ; fluorescence maximale à 565-580 nm) - phycocyanine (620 nm ; 650 nm) - allophycocyanine (650 nm ; 665 nm), correspond de fait à un ordre croissant d’énergie de transition. À titre d’exemple, chez la cyanobactérie d’eau douce Synechocystis sp. PCC 6701, chacun des 12 hexamères de phycoérythrine d’un phycobilisome porte 30 phycoérythrobilines, les 12 hexamères de phycocyanine, 18 phycocyanobilines, soit un total de 576 chromophores dans les bras du phycobilisome. En se basant sur les temps de transfert d’énergie des chromophores donneurs aux accepteurs, le temps de vie moyen de la fluorescence d’une phycobiliprotéine et le temps de transfert d’un hexamère à un autre, il a été estimé que l’efficacité de transfert d’un tel système est supérieure à 95 %. 
Au regard des propriétés spectroscopiques très différentes de la phycoérythrine et de la phycocyanine, il est aisé de comprendre que le transfert d’énergie est orienté de la phycoérythrine vers la phycocyanine. Mais alors comment expliquer un tel transfert orienté entre les disques d’une phycobiliprotéine donnée, contenant des sous-unités de structure identique ? Chaque disque contient un polypeptide de liaison spécifique et est en réalité optiquement unique. Ce sont les interactions du polypeptide de liaison avec le chromophore accepteur d’un disque donné, modifiant les propriétés spectroscopiques du chromophore f, qui vont conférer les propriétés de transfert orienté de l’énergie. Par exemple, dans le cas du phycobilisome de Synechocystis sp. PCC 6701, l’absorption et l’émission de fluorescence du disque de phycocyanobiline associé à un polypeptide de liaison de 27 kDa sont plus lointaines que celles du disque de phycocyanine voisin contenant un polypeptide de liaison de 33,5 kDa. Ainsi le transfert se fait bien de l’hexamère distal à l’hexamère proximal dans un assemblage de disques d’une phycobiliprotéine donnée.
L’organisation et le fonctionnement du cœur du phycobilisome sont moins bien compris mais semble obéir aux mêmes lois de transfert orienté d’énergie. Les propriétés d’émission de fluorescence de l’allophycocyanine assurent à cette dernière un rôle d’accepteur terminal d’énergie efficace. Les complexes d’allophycocyanine concernés présentent ainsi une absorption et une émission de fluorescence maximales à 670 et 680 nm, respectivement. Le chromophore porté par le polypeptide liaison ancre (LCM), une phycocyanobiline, est probablement l’accepteur terminal du PBS, et son émission correspond d’ailleurs à l’absorption du centre réactionnel du photosystème II, connu pour être le principal accepteur de l’énergie collectée par le phycobilisome.